# Гапий, Дмитрий Гаврилович
Дмитрий Гаврилович Гапий (родился в 1905, Одесса, Херсонская губерния, Российская империя — не ранее 1985) — советский партийный и государственный деятель, первый секретарь Черновицкого (1948—1952) и Дрогобычского областного комитетов КП Украины (1952—1956).

## Биография
Родился в семье рабочего. Работал курьером, чернорабочим на соляных промыслах, грузчиком на нефтяных складах. В 1925 году вступил в комсомол, работал в комсомольской организации города Одессы.
Член ВКП(б)/КПСС с 1928 года.
В 1936 г. окончил Одесский индустриальный институт, одновременно работает директором одесских курсов подготовки кадров, руководит школой ФЗУ пищевиков, с 1934 г. назначается директором техникума пищевой промышленности.
С 1936 г. — директор Одесского института консервной промышленности.
В 1941 г. — секретарь Одесского областного комитета КП(б) Украины по лёгкой и пищевой промышленности. Участвовал в обороне Одессы, затем работал инструктором ЦК ВКП(б), на партийной работе в Казахской ССР.
В 1944—1945 г. — третий секретарь Ровенского областного комитета КП(б) Украины. В 1945—1947 г. — секретарь Ровенского областного комитета КП(б) Украины по промышленности. В 1947—1948 г. — второй секретарь Ровенского областного комитета КП(б) Украины.
В 1948—1952 гг. — первый секретарь Черновицкого областного комитета КП(б) Украины.
В 1952—1956 гг. — первый секретарь Дрогобычского областного комитета КП Украины.
В конце 1950-х — начале 1960-х гг. — заместитель председателя СНХ Одесского экономического административного района.
На 1972—1975 гг. — директор Украинского научно-исследовательского института консервной промышленности в Одессе.
Депутат Верховного Совета СССР 3-4-го созывов. Член ЦК КП Украины (1949—1960). Депутат Верховного Совета Украинской ССР 2-го созыва. 

## Награды и звания
- Орден Отечественной войны I степени (1985)
- Орден Трудового Красного Знамени (трижды)